# Autostrada A6 (Italien)
Die Autostrada A6 (italienisch für ‚Autobahn A6‘), auch La Verdemare (it. für ‚Autobahn des grünen Meeres‘) genannt, ist eine italienische Autobahn und führt im Nordwesten des Landes von Turin nach Savona. Sie verbindet die Hauptstadt des Piemonts mit dem Südteil der Region, vor allem die Provinz Cuneo sowie der italienischen Riviera.
Sie ist insgesamt 131 km lang, mit Ausnahme eines kurzen sechsstreifigen Abschnitts bei Turin vierstreifig und vollständig mautpflichtig.

## Geschichte
Die A6 wurde bis 1971 als dreispurige Schnellstraße gebaut. Die mittlere Spur diente dabei abwechselnd in beiden Richtungen als Überholspur. 1973 begann der 4-spurige Ausbau, der 2000 abgeschlossen wurde. Im Abschnitt Ceva - Savona wurde die Autobahn dabei neu trassiert. Die alte Trasse dient heute dem Verkehr in Richtung Savona. Die Eröffnung der Abschnitte im Einzelnen:
- Ceva - Savona (heute Fahrtrichtung Savona) 27. Januar 1960
- Fossano - Ceva 28. September 1965
- La Rotta - Marene 27. Mai 1970
- Torino - La Rotta 13. August 1971
- Altare - Ceva (Fahrtrichtung Turin) 25. Mai 1976
- Savona - Altare (Fahrtrichtung Turin) 7. Oktober 1976
- Rivere - Montecalla 6. November 2000

Im Jahr 1971 wurde zwischen der Anschlussstelle Carmagnola und der Raststätte Rio Colorè-West der öffentliche Verkehr ausgeschlossen, da die Trasse von Fiat als Teststrecke für Hochgeschwindigkeitsversuche genutzt wurde.
Am 24. November 2019 stürzte bei Altare nahe Savona das Viadukt Madonna del Monte ein (siehe auch Liste von Brückeneinstürzen).

## Verlauf
Die A6 lässt sich in zwei Abschnitte einteilen, in den flacheren Teil der westlichen Poebene und den gebirgigen Teil hinunter nach Savona zum Mittelmeer.

### Turin – Cuneo (Piemont)
Die A6 beginnt südlich von Turin an der Tangenziale Sud und führt in ziemlich geraden Verlauf vorbei an Carmagnola bis östlich von Cuneo. Dabei kreuzt sie die neugebaute A33 bei Marene, die auch als Umfahrung für Turin in Richtung A21 Piacenza / Brescia genutzt werden kann, bzw. führt ein weiterer Arm der A33 in Richtung Cuneo.

### Cuneo – Savona (Piemont/Ligurien)
Gleich nach der Ausfahrt Cuneo beginnt der bergige Teil der A6. Zunächst geht es bis Ceva im Tal des Tanaro parallel zur SS28. Nach Ceva teilt sich die Fahrbahn mehrere Male. Sie überschreitet den Colle di Cadibona (435 m) und damit auch die Wasserscheide zwischen dem Ligurischen Apennin und dem Po-Tal. Die Ausfahrt Millesimo ist nur von der Fahrbahn in Richtung Savona anfahrbar, so dass zwei Verbindungsstücke zur anderen Fahrbahn gebaut wurden. In zahlreichen Serpentinen geht es dann weiter hinunter nach Savona, wo die A6 auf die A10 trifft.

## Regionale Bedeutung
Die A6 hat vor allem Bedeutung für den westlichen Teil des Piemonts um die Städte Cuneo, Bra, Fossano und Mondovì sowie die Zufahrt zu den Skigebieten der Meeralpen. Im überregionalen Verkehr bildet sie vor allem eine schnelle Route zwischen Turin und Genua.

## Zubringer Fossano
Der Zubringer von Fossano, oder Abzweig nach Fossano, weist trotz einer einzigen Fahrbahn mit jeweils einer Spur pro Fahrtrichtung die Verkehrszeichen für den Beginn und das Ende der Autobahn auf und ist grün beschildert. Darüber hinaus befinden sich am Zubringer zusätzliche Tafeln, die die Straße mit dem Symbol der Autobahn A6 kennzeichnen. Dieser Autobahnzubringer wird gemäß der internen Nummerierung von Autostrade per l’Italia auch als Zweig D06 klassifiziert.
Das Gesetzesdekret vom 29. Oktober 1999 n. 461 stufte diesen Straßenabschnitt als Autobahnzubringer der A6 ein.

Der Zubringer erstreckt sich über 6,1 km Länge ab der Anschlussstelle Fossano auf der A6.